# AXN White
AXN White (ehemals Sony Channel) ist ein deutscher Pay-TV-Sender.

## Geschichte und Empfang
Sendestart war am 22. April 2013 um 11.11 Uhr unter dem Namen Sony Entertainment Television.
In den ersten Jahren war das Programm ausschließlich in SD und HD über den IPTV-Dienst Telekom Entertain (heute MagentaTV) der Deutschen Telekom verfügbar. Seit März 2016 ist er auch über Vodafone Kabel Deutschland, Unitymedia, die Dienste von Magine TV und über KabelKiosk zu empfangen. Bei Pÿur und waipu.tv ist der Sender als HD Variante empfangbar.
Geschäftsführer waren bis zur Übernahme John O. Fukunaga, Andrew Jay Kaplan und Karen Elisabeth Marsh, der Sitz des Unternehmens befand sich in München. Im Dezember 2016 wurde der Sender in Sony Channel umbenannt und die Expansion nach Österreich begonnen.
In Österreich ist der Sender unter anderem über HD Austria zu empfangen und in der Schweiz unter anderem über das Teleclub-Angebot von Swisscom TV.
Am 1. September 2023 erfolgte die Umbenennung in AXN White und die Übernahme des Senders von der High View GmbH.

## Programm
Der Sender bezeichnet sich selbst als Sender mit Fokus auf europäische Drama-Serien und TV-Events.
Der deutsche Ableger strahlt unter anderem folgende Sendungen aus:
- Agatha Christie’s Poirot
- Anna Pihl – Auf Streife in Kopenhagen
- Baron Noir
- Black Widows – Rache auf Finnisch
- Borgia
- Call My Agent!
- Cenerentola – Ein italienisches Märchen
- Clan
- Cranford & Die Rückkehr nach Cranford
- Doc – Es liegt in deinen Händen
- Downton Abbey
- Engrenages – Im Fadenkreuz der Justiz
- Father Brown
- Grand Hotel
- Malcolm mittendrin
- Miss Fishers mysteriöse Mordfälle
- Murdoch Mysteries – Auf den Spuren mysteriöser Mordfälle
- Mr Selfridge
- Napoleon
- Poldark
- Rom
- Sandition
- Spin – Paris im Schatten der Macht[10]
- The Bletchley Circle
- The Great Train Robbery
- The Honourable Woman
- The New Nurses – Die Schwesternschule
- Die Tudors
- The Tunnel – Mord kennt keine Grenzen
- Un Village Français – Überleben unter deutscher Besatzung
- Velvet

## Senderlogos

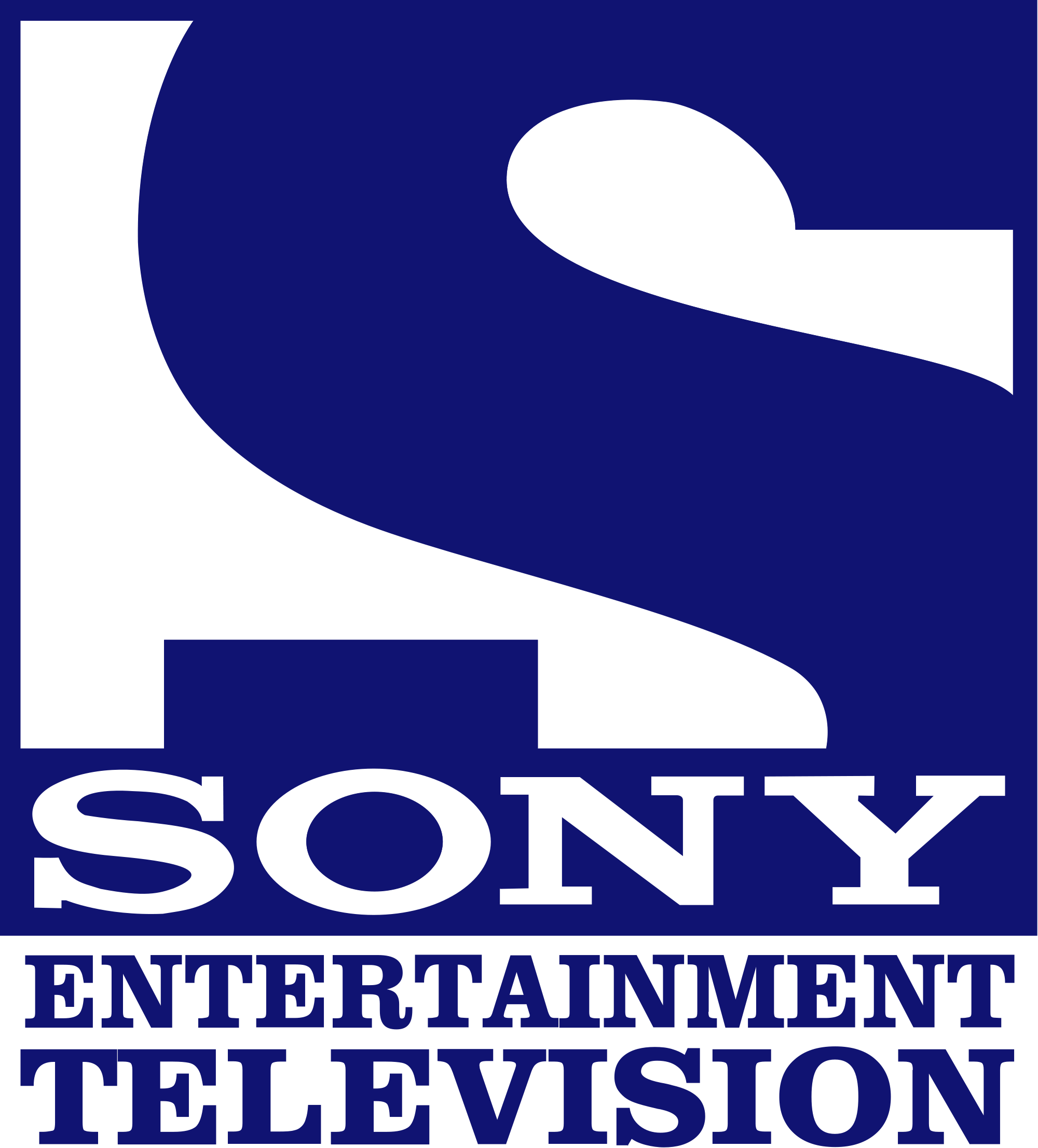
Logo von Sony Entertainment Television zwischen 2013 und 2016
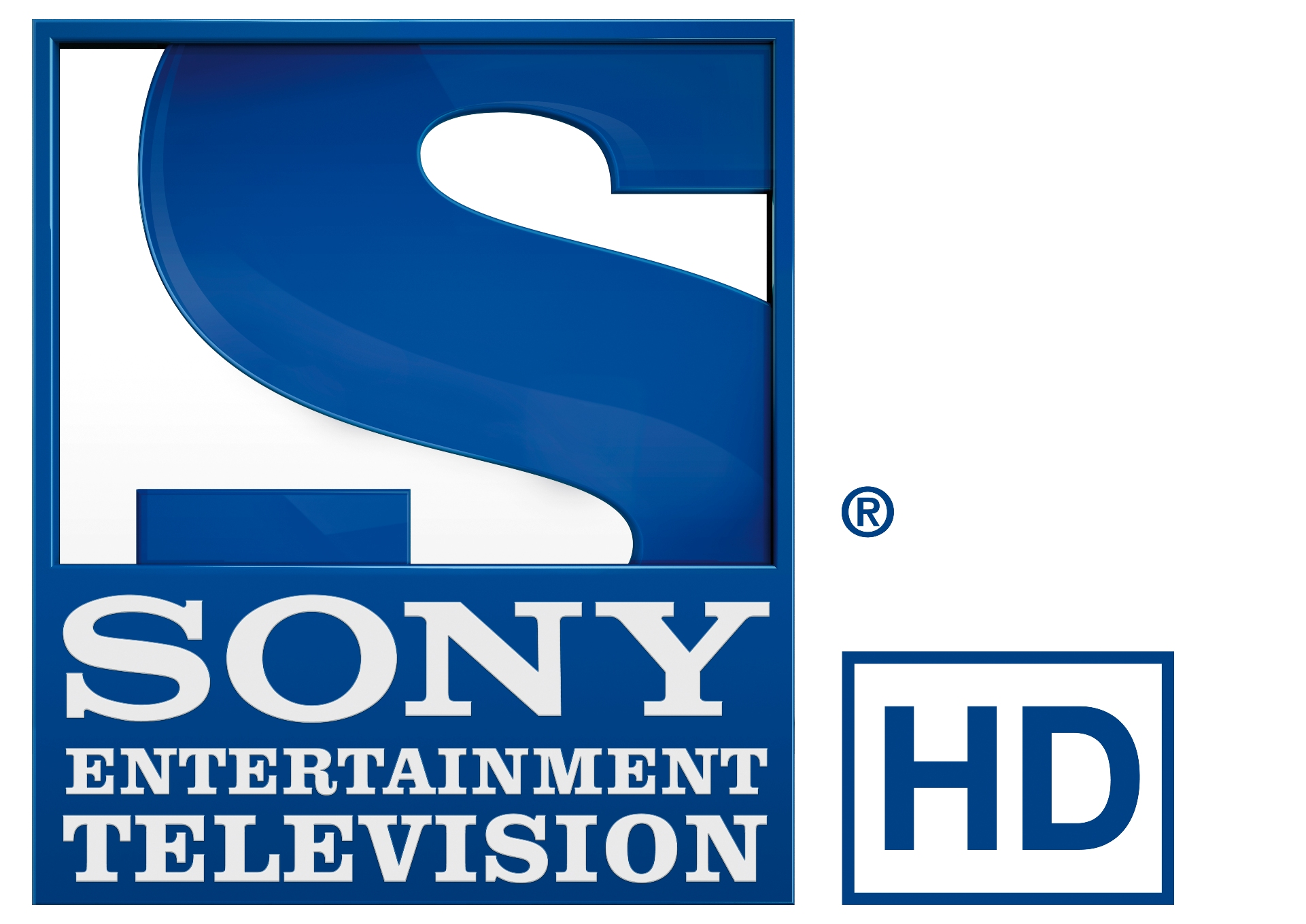
Logo von Sony Entertainment Television HD zwischen 2013 und 2016
Logo von Sony Channel zwischen 2016 und 11. August 2019
Logo von Sony Channel von 12. August 2019 bis 31. August 2023
Logo von Sony Channel HD von 12. August 2019 bis 31. August 2023
Logo von AXN White seit 1. September 2023